# Henri Béhotéguy
Henri Béhotéguy (ur. 18 października 1898 w Bajonnie, zm. 16 czerwca 1975 tamże) – francuski rugbysta grający na pozycji środkowego ataku, reprezentant kraju.
Jego brat, André, również był reprezentantem Francji w rugby union.

## Kariera sportowa
W trakcie kariery sportowej reprezentował kluby Aviron Bayonnais, Racing Club de France i US Cognac Rugby, z tym pierwszym docierając do finału mistrzostw Francji w 1922  roku.
W reprezentacji Francji w latach 1923–1928 rozegrał łącznie 6 spotkań zdobywając 3 punkty.
Jeszcze pod koniec lat czterdziestych brał udział w meczach weteranów.